# 크라이슬러 파이어파워
크라이슬러 파이어파워(영어: Chrysler Firepower)는 2005년에 출시된 스포츠카이다. 차명인 파이어파워는 영어로 '화력'을 뜻한다.

## 사진

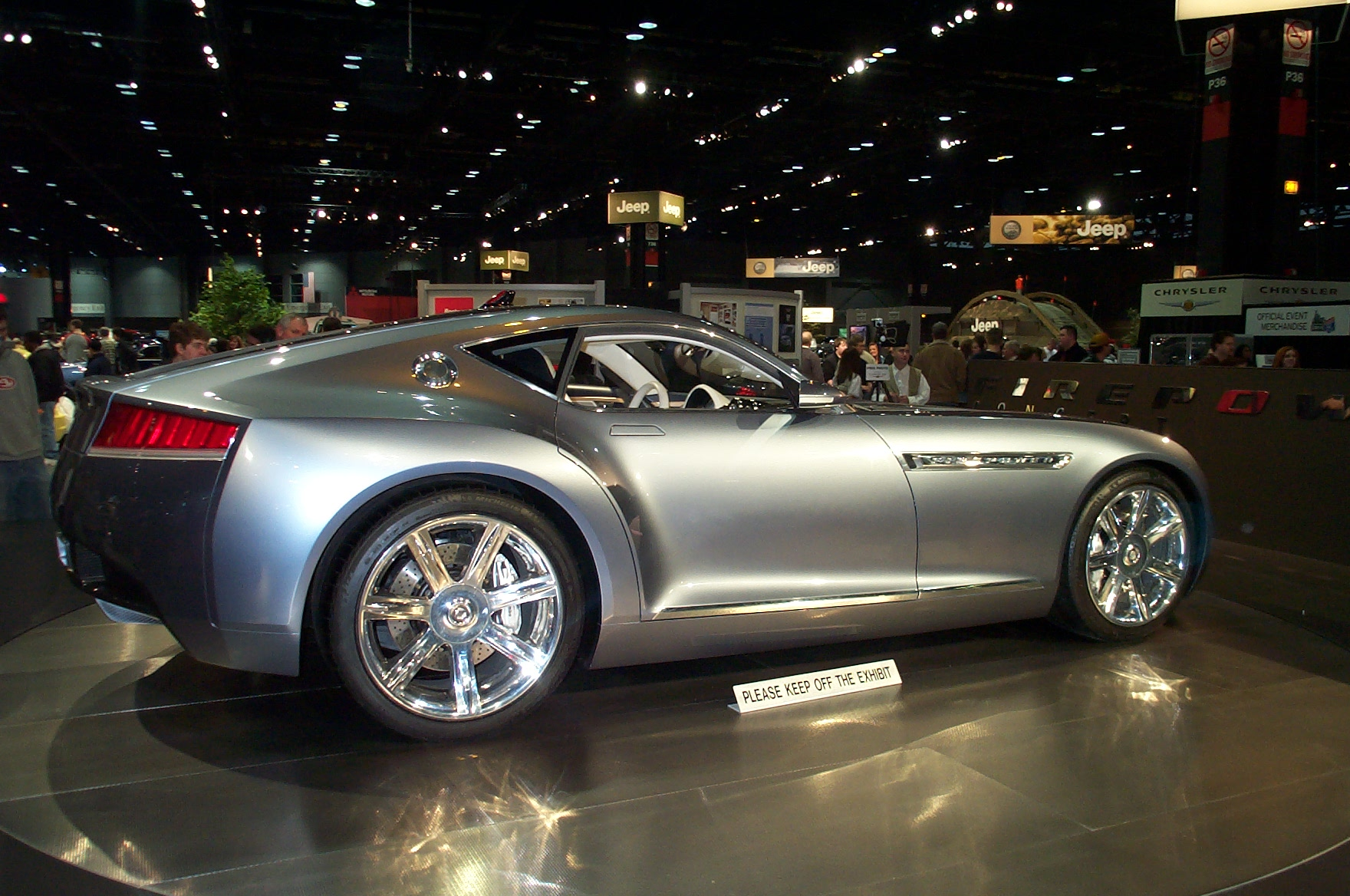
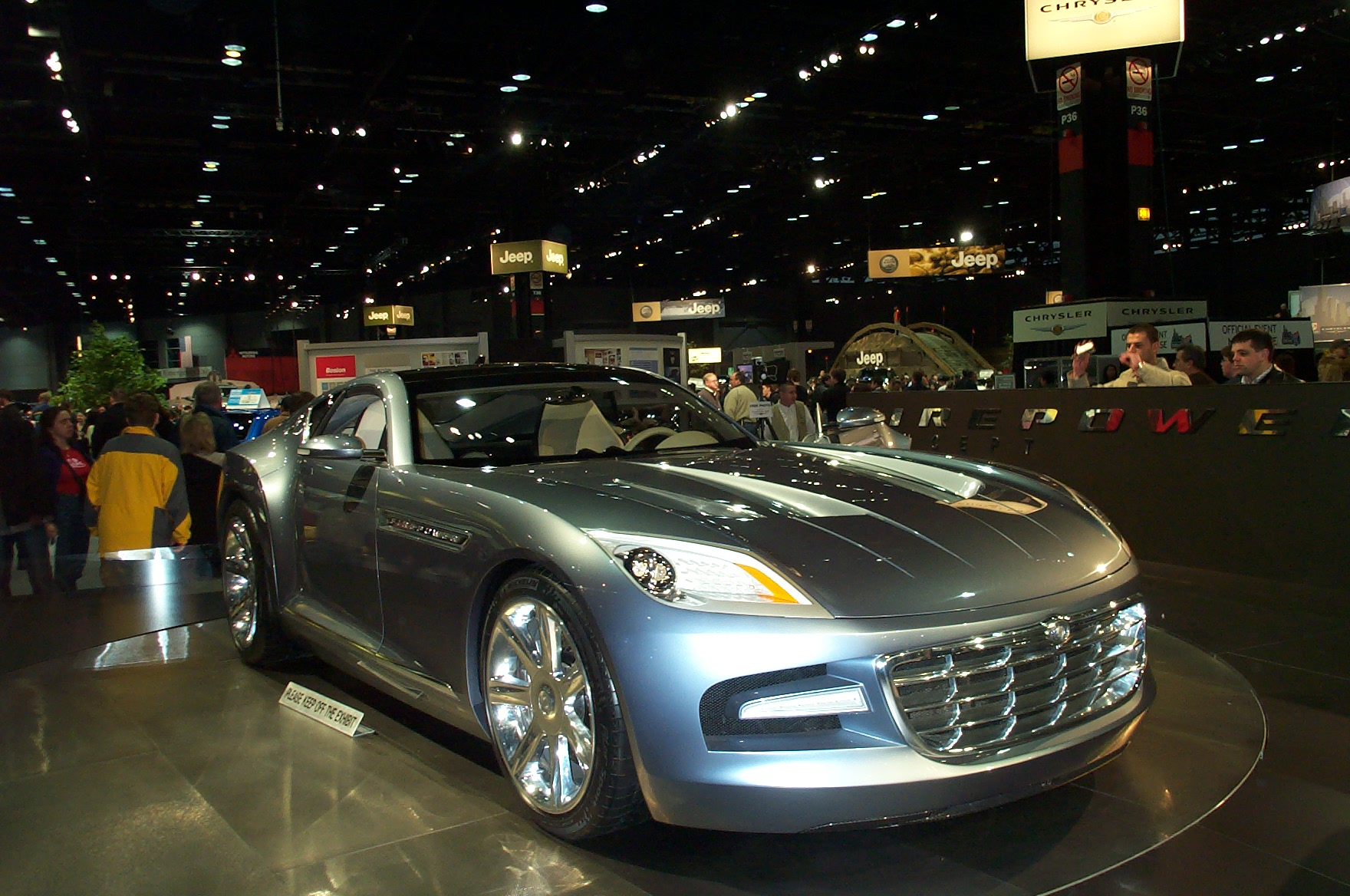

## 경쟁 차종
마세라티
- 마세라티 알피에리

TVR
- TVR 그리피스

## 비디오 게임에서의 등장
- 아스팔트 8: 에어본